# Bisbat d'Orvieto-Todi
El bisbat d'Orvieto-Todi (italià: diocesi di Orvieto-Todi; llatí: Dioecesis Urbevetana-Tudertina) és una seu de l'Església catòlica, Immediatament subjecta a la Santa Seu, que pertany a la regió eclesiàstica Úmbria. El 2004 tenia 89.500 batejats d'un total de 90.800 habitants. Actualment està regida pel bisbe Benedetto Tuzia.

## Territori

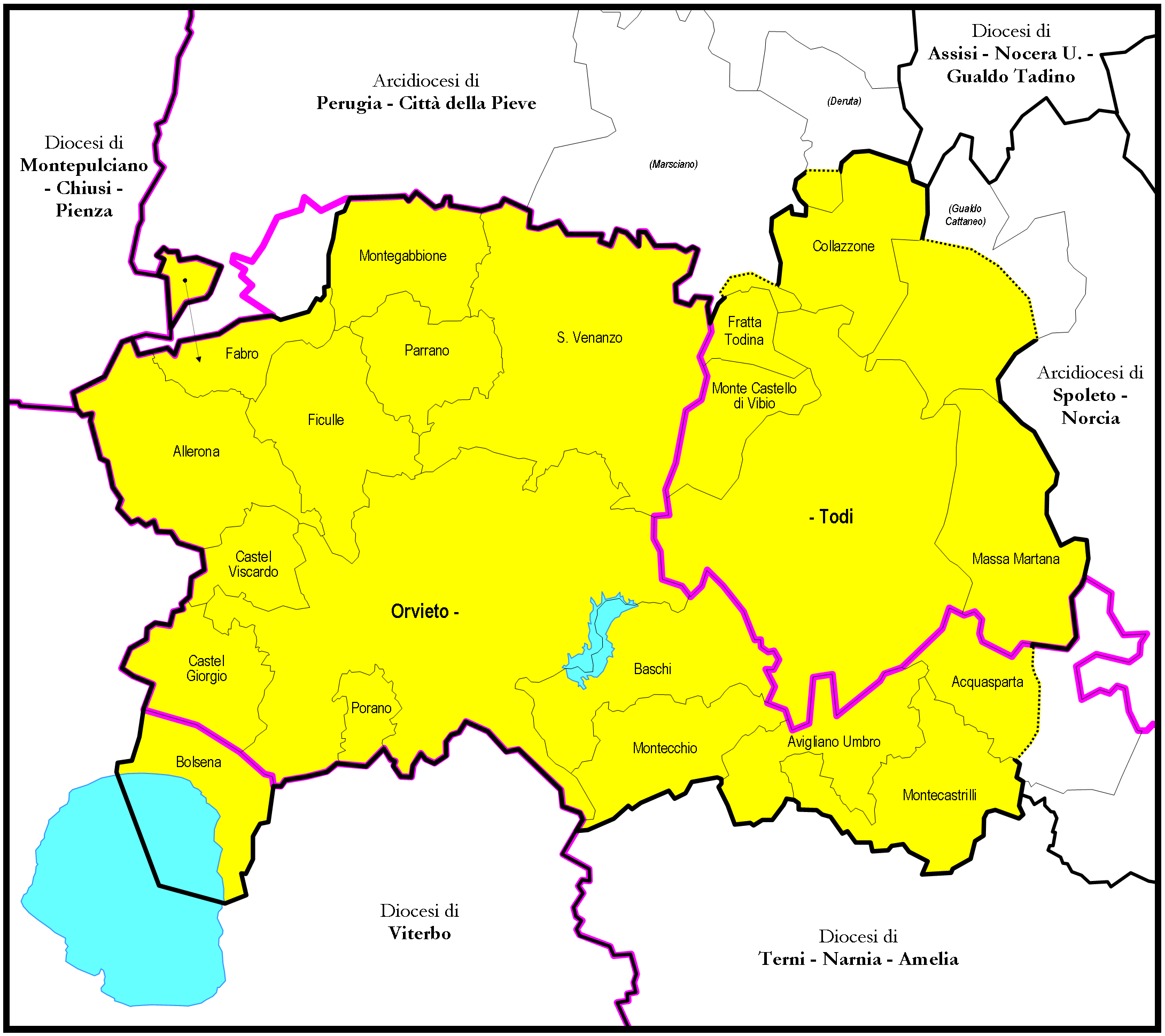
Mapa de la diòcesi d'Orvieto-Todi

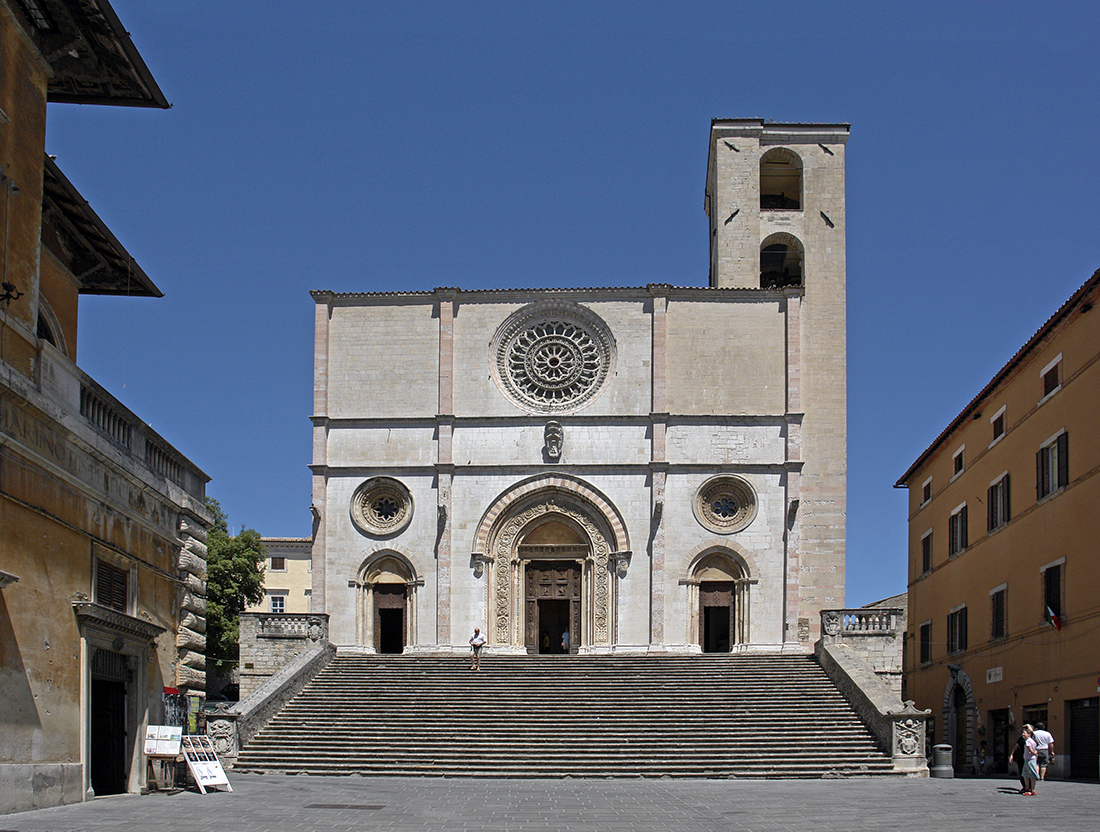
La cocatedral de la Santissima Annunziata de Todi

La diòcesi comprèn els següents municipis de la província de Terni: Orvieto, Acquasparta, Allerona, Avigliano Umbro, Baschi, Castel Giorgio, Castel Viscardo, Fabro, Ficulle, Montecastrilli, Montecchio, Montegabbione, Parrano, Porano i San Venanzo, a més dels següents municipis de la província de Perusa: Todi, Collazzone, Deruta, Fratta Todina, Gualdo Cattaneo, Marsciano, Massa Martana i Monte Castello di Vibio; i finalment, Bolsena, a la província de Viterbo.
La seu episcopal es troba a la ciutat d'Orvieto, on es troba la catedral de l'Assunzione di Maria Vergine. A Todi hi ha la cocatedral de la Santissima Annunziata.
El territori està dividit en 95 parròquies.

## Història

### Diòcesi d'Orvieto
Al centre de la federació etrusca (com donen testimoni els nombrosos temples i tombes trobades) a finals del segle iii va ser la llar de sant Ansano que havia vingut a predicar; no obstant això, segons la tradició, sembla que la seu episcopal de Bolsena s'hauria transferit a Orvieto a causa de la invasió dels bàrbars d'Alaric. La notícia sobre el primer bisbe és del 590. Una inscripció mutilada del segle vi o vii que es trobà a Orvieto comença amb: «in nomine Jesu nostre Dni C(hristi)», i sembla recordar un bisbe que va viure ante episcopatum 40 anys i 11 anys com a bisbe.
El 538 Belisari va conquerir la ciutat. Procopi descriu i fa una crida a la grega (Ourbibentos). El 605 van arribar el llombards, d'acord amb Pau el Diaca. El conte llombard Farolf (segle viii) tenia nets devots de sant Romuald, el seu amfitrió. Els senyors feudals no eren llombards: Ugo di Toscana (993) i Gerard (1004). El 975 es va produir potser el primer reconeixement de les libertates mercantils per intervenció del bisbe. El 1137 s'esmenta a les anteriors activitats municipals. El 1157 Orvieto va jurar ligium dominium al Papa, i va aconseguir el beneficium de ser defensat en persona o els seus successors per la Cúria. La ciutat es va mantenir amb èxit fidels a l'aliança i el setge d'Enric VI (1189), que volia castigar Orvieto per haver signat amb Pepo Farnese la pau de Venècia (1177). Al segle xiii l'Estat d'Orvieto va sotmetre el comtat Guiniccesc (1168) i IIdibrandesc (1203) i s'estengué fins al mar (Orbetello: significa petita Orvieto; Isola del Giglio), a la frontera de Siena, Perusa, Todi i el Patrimoni de Sant Pere.
Aquesta proximitat creat disputes territorials, que van afavorir els moviments herètics i entre ells el dels patarins concorezzesos (segona meitat del segle xii). Innocenci III, a petició dels ciutadans, va enviar Pietro Parenti com a rector, però aquest va ser assassinat (1199). A partir de llavors es va iniciar en la persecució dels heretges. En 1249 ja funcionava la Inquisició dominicana, després (1260) franciscana, en relació amb la política antigibelina.
Sant Francesc havia predicat al comtat d'Orvieto: a La Scarzuola, prop de Monte Giove es conserva el primer retrat del Sant; a Pantanelli, on va predicar als peixos, encara hi ha la cova i després seu de Jacopone; a Alviano va predicar als ocells. Francesc, vers el 1219 o 1221 va estar a Orvieto per retre homenatge a Honori III, que hi vivia (els mendicants es van assentar a S. Pietro in vetere en 1216, els farnciscans van ser permanents en morir el sant, el 1260 van aparèixer els Laudesi que tenien la seva pròpia mística, la beata Angiolina Montemarte. Els dominics van erigir a Orvieto la primera església dedicada a Sant Domenec (1233, va tenir una càtedra de teologia amb Sant Tomàs (aproximadament 1261-1264), dirigiren una escola i un orde terciari, on la beata Vanna va ser notable. També van arribar a Orvieto (1259-1260) els Servents de Maria i els ermitans, entre els quals hi havia el teòleg Ugolino d'Orvieto (mort el 1371).
El 1263 o el 1264 va tenir lloc a la diòcesi d'Orvieto el famós miracle eucarístic de Bolsena: va ser el bisbe Giacomo Maltraga qui va testificar sobre l'autenticitat del miracle. El 1264, amb la butlla Transiturus de hoc mundo, Urbà IV va instituir la solemnitat del Corpus Christi, indicant que aquest se celebri el dijous després de l'octava de Pentecosta.
A Orvieto es construí un temple en el lloc més alt (1290), a la qual s'afegí la Capella del Corporal (1350) i la Capella Nova (1408). La catedral va ser dissenyada per Arnolfo di Cambio en estil tardo-romànica. Els treballs van continuar en l'estil gòtic dirigit per Lorenzo Maitani.
Mentrestant, la ciutat, que tenia uns 30.000 habitants, també es dedica als negocis a l'estranger (per exemple, els missioners dominics a Samarcanda, durant els segles xiii-xiv). Les relacions especials amb els països d'Europa es van deure als sojorns de la Cúria amb ambaixadors i governants (Anglaterra, França, Alemanya, etc.).
A la segona meitat del segle xii als cònsols s'uní l'alcalde o rector; el 1250 el poble va prendre el poder, igual que a Florència; entre 1256 i 1292 es van imposar els Arti, favorits pels papes. En 1292 també es va imposar el cadastre, un dels primers d'Europa. Bonifaci VIII va sentir predilecció Orvieto: aquí se li erigirien estàtues i va acceptar el càrrec de Capità del Poble (1297-1298) i alcalde (1299). A principis del segle xiv Orvieto va perdre el poder a la costa del Mar Tirrè i l'interior del país. L'economia va recular. Hi va haver diversos intents de senyories (1334-1353); amb Egidio Albornoz, qui estava a càrrec de les tropes l'orvietà Conte di Montemarte, qui començà (1354) la tercera etapa amb la política de govern personal del Papa, excloent la ciutat del Patrimoni de Sant Pere (1368). En la confusió general, no voler tornar al sistema gairebé comunal (la pau Benano, 1389), o els intents dels senyors locals amb interessos estrangers (Nàpols, Roma, Perusa, antipapa, etc.); fins que en 1448 Orvieto va ser recolzada pel Papa Nicolau V en forma com gairebé el 1368. A la pau interior, beneïda pel Papa Pius II (1460), seguí el reordenament constitucional (1461) i el poder es va dividir entre les diferents classes socials, amb el suport del Papa contra els abusos feudals al camp. Orvieto va resistir dues vegades a Carles VIII (1494-1495), i va allotjar a Alexandre VI, el govern del qual va ser exercit per Valentino, i Climent VII (1527-1528), quan es va escapar el saqueig de Roma. Durant aquest període aconseguí alguns privilegis d'honor pel bisbe, que van ser seguits per distincions significatives per al capítol de la catedral.
En el moment de la Contrareforma, el 1566 es va construir el seminari; el 1588 el doctrinari i el 1621 els jesuïtes van obrir escoles i col·legis. El 1564 el govern estava dividit igualitàriament entre nobles i plebeus, i en aquest estat va ser reelegit en 1755, per la qual cosa la invasió jacobina no tenia res a ensenyar. En 1794 van arribar els Carissimi que van resistir la tempesta napoleònica. En 1798 el poble es va aixecar contra els jacobins. Nous episodis de la lluita entre l'Església i l'Estat a Orvieto va ser la persecució de Napoleócontra el bisbe Giovanni Battista Lambruschini (1809), i l'empresonament del bisbe Giuseppe Vespignani durant la República Romana (1849).
En 1860 Orvieto passà a formar part d'Umbria, i va esdevenir un punt delicat de la Convenció de setembre, va guanyar l'orvietà Filippo Antonio Gualterio sobre Napoleó III.
El 12 de juliol de 1972 el bisbe Virginio Dondeo també va ser nomenat bisbe de Todi, vacant des de feia anys: unint-se les dues diòcesis in persona episcopi.

### Diocesi de Todi
A l'època romana, el territori diocesà coincidia amb el de l'antiga Tuder, Colonia Fida Julia, antic municipi. El cristianisme aviat es va estendre des de Roma per la Via Flamínia, la via Amerina, i altres rutes antigues a Orvieto, Baschi i Spoleto. A més de les restes importants etrusques i romanes, a la Via Flaminia hi ha un petit cementiri subterrani al territori i un grup d'esglésies dedicades als sants Terenziano, Antimo, Il·luminada, Fidenzio i Terenzio, Felice, Faustino i Arnaldo. Al segle iv, un lloc anomenat Angulas, donat d'acord amb el Liber Pontificalis per l'emperador Constantí, pagava un tribut a la basílica de la Santa Creu de Jerusalem de Roma. El papa màrtir Sant Martí I (649-656) va néixer en un poble de la diòcesi a la dreta del Tíber, avui anomenat Piano di San Martino; posteriorment li van ser dedicades diverses capelles antigues. El 757 està documentada la demarcació de la diòcesi amb les de Perusa, Assís, Bevagna i Spoleto. Després de 726, Todi es va lliurar a l'Església Romana; al 817 Lluís el Pietós, i el 962 Otó en va reconfirmar la possessió al Papa. Al segle xiii els delmes o Collettorie de l'Arxiu Vaticà recorden de moltes esglésies.
El 1001 el Papa Silvestre II va celebrar un concili a Todi. En 1133 es va fundar el primer convent premonstratenc italià a l'antigc convent benedictí de Sant Leucio. Innocenci III va assumir el domini després de l'ocupació de Frederic Barba-roja i d'Enric II, i el 1198 va enviar des d'aquí els documents. Va morir i està enterrat a Todi sant Felip Benizi, un dels fundadors dels Servents de Maria (1285). Durant el període d'Avinyó la ciutat era independent. L'antipapa Nicolau V el 1328 es va refugiar amb Lluís de Baviera. Bonifaci IX, nascut al voltant de 1356, va viure a Todi durant la seva joventut amb el seu oncle el bisbe, i entre els diversos privilegis concedits als franciscans locals els estudis menors. El 1392 es va donar primer a la ciutat com a prefectura Malatesta de Rimini i després a la rectoria a Andrea i Pandolfo. El 1433 Todi passà sota Francesco Sforza. Nicolau V va sojornar diversos dies a Todi el 1449, Pius II un mes en 1459, i Pau II es va aturar allà en el viatge des de Perusa a Roma (1535).
En els últims temps el bisbe Angelo Cesi (1566-1606) va treballar per la Reforma catòlica i va deixar importants monuments i el cardenal Marcello Lante va fundar el Seminari el 1608.
El 24 de juliol de 1796, la Madonna del Campione, que durant segles s'ha venerat a l'ajuntament de Todi, on es conservaven les mostres de pesos i mesures, va ser vista obrint i tancant els ulls. Hi va haver un procés canònic regular que va confirmar el fet miraculós.
El 12 de juliol de 1972 Virginio Dondeo, ja bisbe d'Orvieto, va ser nomenat bisbe també Todi, vacant des de feia anys: les dues diòcesis van quedar unides in persona episcopi.

### Diocesi d'Orvieto-Todi
El 30 de setembre de 1986, mitjançant el decret Instantibus votis de la Congregació per als Bisbes, es va establir la plena unió de les diòcesis de Todi i Orvieto, i la nova circumscripció eclesiàstica va prendre el seu nom actual.

## Cronologia episcopal

### Bisbes d'Orvieto
- Giovanni I † (citat el 590)
- Candido † (591 - finals de 596)
- Amanzio ? † (citat el 743)
- Aliperto † (citat el 826)
- Pietro I † (citat el 853)
- Leone I † (citat el 861)
- Pietro II † (citat el 877)
- Rodolfo † (citat el 975)
- Andrea † (citat el 995 o 1000, aproximadament)
- Nicolò I † (citat el 1007)
- Ilderico † (citat el 1017)
- Paolo † (citat el 1022)
- Sigifredo † (inicis de 1028 - finals de 1029)
- Leone II † (citat el 1037)
- Nicolò II † (citat el 1040)
- Luca † (citat el 1051)
- Teuzone † (inicis de 1054 - finals de 1059)
- Albertino † (citat el 1060 vers)
- Giovanni II † (citat el 1066)
- Filippo † (citat el 1078)
- Angelo † (citat el 1092)
- Guglielmo I † (inicis de 1103 - finals de 1119)
- Giovanni III † (citat el 1121)
- Guglielmo II † (inicis de 1125 - finals de 1126)
- Antonio † (citat el 1137 o 1139)
- Ildebrando † (8 de març de 1140 - finals de 1149)
- Gualfredo † (citat el 1155)
- Guiscardo † (citat el 1157)
- Milone † (citat el 1159)
- Rustico † (1168 - 1175)
- Riccardo † (1177 - 1201)
- Matteo † (1201 - 1210 mort)
- Giovanni IV † (1211 - 1212)
- Capitaneo † (23 de febrer de 1213 - finals de 1217)
- Ranieri † (8 d'abril de 1228 - finals de 5 de maig de 1246)
- Costantino Medici, O.P. † (vers 1250 - 1257 mort)
- Giacomo Maltraga † (inicis de 26 de gener de 1258 - 1269 mort)

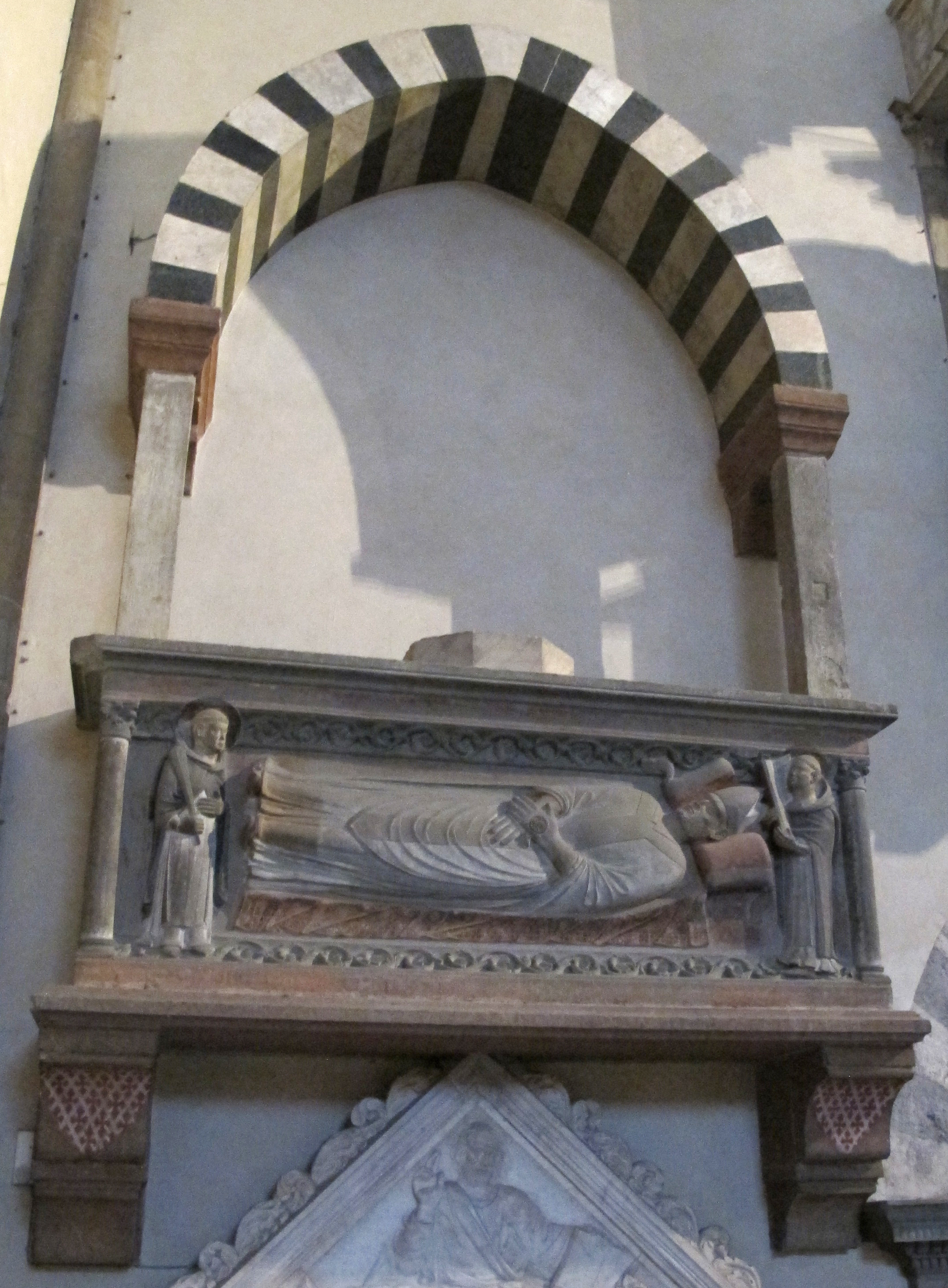
Monument a Aldobrandino Cavalcanti, basílica de Santa Maria Novella, Florència

- Aldobrandino Cavalcanti, O.P. † (1272 - 31 d'agost de 1279 mort)
- Francesco Monaldeschi † (11 de maig de 1280 - 13 de setembre de 1295 nominat bisbe de Florència)
- Leonardo Mancini † (24 d'abril de 1296 - 9 de febrer de 1302 nominat arquebisbe de Manfredonia)
- Guittone Farnese † (31 de gener de 1302 - 1328 mort)
- Beltramo Monaldeschi, O.P. † (5 d'octubre de 1328 - inicis de 23 de setembre de 1345 mort)
- Raimondo de Chameyrac † (6 de març de 1346 - 1348 mort)
- Ponzio de Péret † (17 de setembre de 1348 - 1361 mort)
- Giovanni di Magnavia † (18 de juliol de 1361 - finals de 29 d'octubre de 1364 mort)
- Pietro Bohier, O.S.B. † (16 de novembre de 1364 - vers 1378 deposat)
  - Thomas di Puppio[2] † (2 de març de 1388 - 22 de desembre de 1396 nominat arquebisbe de Aix) (antibisbe)
- Nicolò Merciari da Perugia[3] † (1379 - 7 de juliol de 1398 nominat bisbe de Cagli)
- Nicolò d'Assisi † (23 d'agost de 1398 - 24 de setembre de 1399 nominat bisbe d'Imola)
- Mattia degli Avveduti, O.F.M. † (6 d'octubre de 1399 - 1409 mort)
  - Corrado Caraccioli † (1409 - 19 de febrer de 1411 mort) (administrador apostòlic)
  - Monaldo Monaldeschi † (19 de febrer de 1411 - 1418) (administrador apostòlic)
- Francesco Monaldeschi † (2 d'abril de 1418 - 6 de setembre de 1443 nominat bisbe de Teramo)
- Giacomo Benedetti † (6 de setembre de 1443 - 21 d'octubre de 1454 nominat bisbe d'Atri i Penne)
- Giovanni Castiglioni (da Palena) † (21 d'octubre de 1454 - 1 de setembre de 1456 mort)
- Antonio Cobateri † (23 de juliol de 1456 - 1457 mort)
- Marco Marinone, O.S.A. † (1 de juny de 1457 - ? mort)
- Giovanni † (6 de febrer de 1465 - ?)
- Giorgio Della Rovere † (1476 - finals de 28 de febrer de 1505 mort)
- Ercole Baglioni † (14 d'octubre de 1511 - 1518 o 1519 mort)
  - Niccolò Ridolfi il Vecchio † (24 d'agost de 1520 - 3 de setembre de 1529 dimití) (administrador apostòlic)
- Vincenzo Durante † (3 de setembre de 1529 - 4 de desembre de 1545 mort)
  - Niccolò Ridolfi il Vecchio † (1545 - 16 de maig de 1548 dimití) (administrador apostòlic, per segon cop)
- Niccolò Ridolfi il Giovane † (16 de maig de 1548 - 1554 mort)
- Girolamo Simoncelli † (25 de juny de 1554 - 1562 dimití)
- Sebastiano Vanzi † (17 d'abril de 1562 - 1570 mort)
  - Girolamo Simoncelli † (1570 - 24 de febrer de 1605 mort) (administrador apostòlic)
- Giacomo Sannesio † (20 de juny de 1605 - 19 de febrer de 1621 mort)
- Pier Paolo Crescenzi † (17 de març de 1621 - 23 de maig de 1644 dimití)
- Fausto Poli † (23 de maig de 1644 - 7 d'octubre de 1653 mort)
- Giuseppe della Corgna, O.P. † (20 de març de 1656 - 24 de febrer de 1676 dimití)
- Bernardino Rocci † (24 de febrer de 1676 - 2 de novembre de 1680 mort)
- Savio Millini † (22 de desembre de 1681 - 17 de maig de 1694 nominat bisbe de Nepi i Sutri)
- Giuseppe Camuzzi † (24 de gener de 1695 - de setembre de 1695 mort)
- Vincenzo degli Atti † (2 de gener de 1696 - de novembre de 1715 mort)
- Ferdinando Nuzzi † (30 de març de 1716 - 1 de desembre de 1717 mort)
  - Michele Teroni † (10 de març de 1718 - 6 de setembre de 1721 mort) (administrador apostòlic)
- Onofrio Elisei † (10 de setembre de 1721 - 27 de novembre de 1733 mort)
- Giuseppe dei Comtes di Marsciano † (22 de gener de 1734 - 2 de juliol de 1754 mort)
- Giacinto Silvestri † (22 de juliol de 1754 - 12 d'abril de 1762 mort)
- Antonio Ripanti † (14 de juny de 1762 - 16 de març de 1780 mort)
- Paolo Francesco Antamori † (11 de desembre de 1780 - 4 de desembre de 1795 mort)
  - Sede vacante (1795-1800)
- Cesare Brancadoro † (11 d'agost de 1800 - 11 de juliol de 1803 nominat arquebisbe de Fermo)
  - Sede vacante (1803-1807)
- Giovanni Battista Lambruschini † (3 d'agost de 1807 - 24 de novembre de 1825 mort)
- Antonio Domenico Gamberini † (19 de desembre de 1825 - 13 d'abril de 1833 dimití)
- Antonio Francesco Orioli † (15 d'abril de 1833 - 18 de desembre de 1841 dimití)
- Giuseppe Maria Vespignani † (24 de gener de 1842 - 2 de febrer de 1865 mort)
- Marino Marini † (27 de març de 1865 - 15 d'octubre de 1871 dimití)
- Antonio Briganti † (27 d'octubre de 1871 - 2 d'octubre de 1882 dimití)
- Eusebio Magner, O.F.M.Cap. † (25 de setembre de 1883 - 15 d'agost de 1884 mort)
- Giuseppe Ingami † (10 de novembre de 1884 - 14 d'agost de 1889 mort)
- Domenico Bucchi-Accica † (30 de desembre de 1889 - 7 de gener de 1905 mort)
- Salvatore Fratocchi † (24 de gener de 1905 - 6 de desembre de 1941 mort)
- Francesco Pieri † (6 de desembre de 1941 - 15 de maig de 1961 mort)
- Virginio Dondeo † (22 de juliol de 1961 - 6 d'agost de 1974 mort)
- Decio Lucio Grandoni † (12 de desembre de 1974 - 30 de setembre de 1986 nominat bisbe d'Orvieto-Todi)

### Bisbes de Todi
- San Terenziano † (? - vers 138 mort)[4]
- Sant'Esuperanzio † (II secolo)
- San Ponziano † (? - 9 de juliol de 302 mort)
- San Cassiano † (? - 15 d'agost de 304 mort)
- Agatone I † (431)
- Cresconio † (inicis de 487 - finals de 502)
- San Callisto † (? - 14 d'agost de 528 mort)
- San Fortunato † (528 - 541 o 542 mort)
- Sabiniano † (citat el 593)[5]
- Lorenzo I † (citat el 649)
- Bonifacio I † (citat el 680)
- Nicolò I † (citat el 743)
- Teofilatto † (inicis de 787 - finals de 794)
- Giovanni I † (citat el 826)
- Agatone II † (citat el 853)
- Ilderico † (inicis de 861 – finals de 871)
- Uberto o Alberto † (citat el 886)
- Ambrogio † (citat el 931)
- Gregorio I † (963 - ?)
- Azzo † (citat el 970)
- Giovanni II † (inicis de 1000 - finals de 1015)
- Teudaldo † (citat el 1027)
- Gregorio II † (citat el 1037)
- Arduino † (inicis de 1049 - finals de 1059)
- Rodolfo † (inicis de 1068 - 1074)
- Gotifredo † (1074 o 1075 - ?)
- Guitardo † (1093 - ?)
- Oddo † (inicis de 1109 - 26 de juny de 1115 mort)
- Lorenzo II † (1115 - 5 de gener de 1118 mort)
- Ottone † (de gener de 1118 - 11 d'octubre de 1144 mort)
- Graziano † (d'octubre de 1144 - 14 d'agost de 1179 mort)
- Rustico † (1 de setembre de 1179 - 1218 mort)
- Bonifacio II † (1218 o 1219 – finals d'agost de 1238 mort)
- Giacomo Ghezzi † (1238 - finals de 1249)
- Giacomo degli Atti † (vers 1250 - 1252)
- Pietro Gaetani † (28 de maig de 1252 - 1276 nominat bisbe d'Anagni)

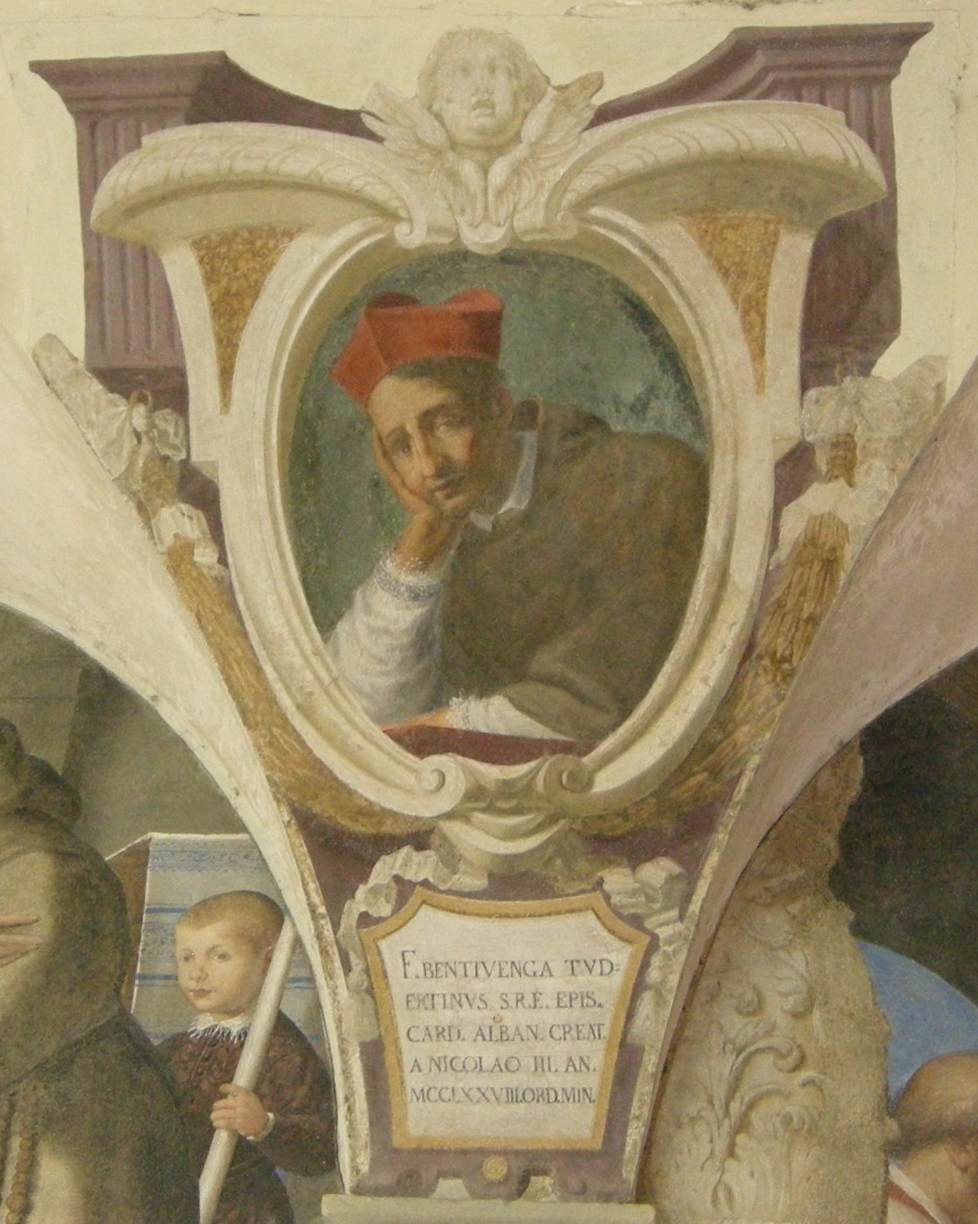
Bentivenga dei Bentivenghi

- Bentivegna de' Bentivegni, O.F.M. † (18 de desembre de 1276 - 12 de març de 1278 creat cardenal bisbe d'Albano)
- Angelario de Bentivenghi, O.F.M. † (10 d'agost de 1278 - ? mort)
- Nicolò II † (13 d'abril de 1282 - ?)
- Enrico † (citat el 1289)[6]
- Nicolò Armati † (24 d'agost de 1296 - 1326 mort)
- Ranuccio degli Atti † (25 de juny de 1326 - 1356 mort)
- Andrea de Aptis, O.S.A. † (1 d'abril de 1356 - 30 de març de 1373 nominat bisbe de Brescia)[7]
- Stefano Palosti de Verayneris † (30 de març de 1373 - 1395 dimití)
- Antonio Calvi † (22 de desembre de 1395 - 12 de juny de 1405 dimití)
- Guglielmo Dallavigna, O.S.B. † (12 de juny de 1405 - 28 d'octubre de 1407 mort)
- Francesco de Aiello † (30 de desembre de 1407 - 11 de desembre de 1424 nominat arquebisbe de Bari)
- Angelo Scardeoni, O.S.A. † (11 de desembre de 1424 - 1428 mort)
- Antonio di Anagni † (28 de febrer de 1429 - d'agost de 1434 mort)
  - Germanico (Geminiano di Prato) † (27 d'octubre de 1434 - 1435 dimití o revocat) (bisbe electe)
- Bartolomeo Aglioni † (12 de desembre de 1435 - 4 de gener de 1472 mort)
- Costantino Eroli † (8 de gener de 1472 - 8 de desembre de 1474 nominat bisbe de Spoleto)
- Francesco Mascardi † (8 de desembre de 1474 - 1499 dimití)
- Basilio Mascardi † (19 de juliol de 1499 - 1517 mort)
- Alderico Billioti † (13 d'agost de 1517 - 1523 dimití)
  - Paolo Emilio Cesi † (1 de juny de 1523 - 12 de juny de 1523 dimití) (administrador apostòlic)
- Federico Cesi † (12 de juny de 1523 - 11 de març de 1545 dimití)
- Giovanni Andrea Cesi † (11 de març de 1545 - 15 de febrer de 1566 dimití)
- Angelo Cesi † (15 de febrer de 1566 - 1606 mort)
- Marcello Lante della Rovere † (18 de desembre de 1606 - 6 d'octubre de 1625 dimití)
- Lodovico Cinci † (6 d'octubre de 1625 - 19 de setembre de 1638 mort)
- Ulderico Carpegna † (11 d'octubre de 1638 - 1643 dimití)
- Giovanni Battista Altieri † (31 d'agost de 1643 - 26 de novembre de 1654 mort)
- Gerolamo Lomellini † (de desembre de 1654 - 1656 mort)
- Pier Maria Bichi, O.S.B.Oliv. † (18 de març de 1658 - 12 de juny de 1673 nominat bisbe de Soana)
- Giuseppe Pianetti † (17 de juliol de 1673 - de febrer de 1709 mort)
- Filippo Antonio Gualterio † (14 d'octubre de 1709 - 5 de desembre de 1714 dimití)
- Ludovico Anselmo Gualterio † (21 de gener de 1715 - de juny d'o 15 de juliol de 1746 mort)
- Gerolamo Formagliari † (28 de novembre de 1746 - 6 de juny de 1760 dimití)
- Francesco Maria Pasini † (21 de juliol de 1760 - 24 de desembre de 1773 mort)
- Tommaso Struzzieri † (18 de desembre de 1775 - 21 de gener de 1780 mort)
- Giovanni Lotrecchi † (20 de març de 1780 - 10 de setembre de 1800 mort)
- Francesco Maria Cioja † (22 de desembre de 1800 - 17 de juny de 1805 mort)
- Francesco Maria Gazzoli † (23 de setembre de 1805 - 26 de gener de 1848 mort)
- Nicola Rossi † (14 d'abril de 1848 - 29 de novembre de 1854 mort)
- Giovanni Rosati † (23 de març de 1855 - 9 de març de 1882 dimití)
- Eugenio Luzzi † (27 de març de 1882 - 19 de febrer de 1888 mort)
- Giulio Boschi † (1 de juny de 1888 - 29 de novembre de 1895 nominat bisbe de Senigallia)
- Giuseppe Ridolfi † (29 de novembre de 1895 - 6 d'agost de 1906 nomenat arquebisbe titular d'Apamea Ciboto)
- Giovanni Graziani † (19 d'agost de 1906 - 1915 mort)
- Luigi Zaffarami † (9 de desembre de 1915 - 10 de febrer de 1933 dimití)
- Alfonso Maria de Sanctis † (10 d'agost de 1933 - 8 de novembre de 1959 mort)
- Antonio Fustella † (15 de maig de 1960 - 1 d'octubre de 1967 nominat bisbe de Saluzzo)
  - Sede vacante (1967-1972)
- Virginio Dondeo † (12 de juliol de 1972 - 6 d'agost de 1974 mort)
- Decio Lucio Grandoni † (12 de desembre de 1974 - 30 de setembre de 1986 nominat bisbe d'Orvieto-Todi)

### Bisbes d'Orvieto-Todi
- Decio Lucio Grandoni † (30 de setembre de 1986 - 8 de novembre de 2003 jubilat)
- Giovanni Scanavino, O.S.A. (8 de novembre de 2003 - 5 de març de 2011 dimití)
  - Giovanni Marra (5 de març de 2011 - 31 de maig de 2012) (administrador apostòlic)
- Benedetto Tuzia, des del 31 de maig de 2012

## Estadístiques
A finals del 2004, la diòcesi tenia 89.500 batejats sobre una població de 90.800 persones, equivalent al 98,6% del total.

| any                    | població | població | població | sacerdots | sacerdots       | sacerdots       | sacerdots             | diaques | religiosos | religiosos | parroquies |
| ---------------------- | -------- | -------- | -------- | --------- | --------------- | --------------- | --------------------- | ------- | ---------- | ---------- | ---------- |
| any                    | batejats | total    | %        | total     | clergat secular | clergat regular | batejats por sacerdot | diaques | homes      | dones      |            |
| diocesi d'Orvieto      |          |          |          |           |                 |                 |                       |         |            |            |            |
| 1950                   | 58.000   | 58.000   | 100,0    | 76        | 56              | 20              | 763                   |         | 5          | 215        | 57         |
| 1970                   | 53.000   | 53.000   | 100,0    | 59        | 43              | 16              | 898                   |         | 20         | 200        | 57         |
| 1980                   | 44.200   | 45.200   | 97,8     | 56        | 40              | 16              | 789                   | 1       | 26         | 174        | 57         |
| diocesi de Todi        |          |          |          |           |                 |                 |                       |         |            |            |            |
| 1950                   | 63.000   | 63.720   | 98,9     | 113       | 77              | 36              | 557                   |         | 42         | 116        | 98         |
| 1970                   | 53.000   | 53.000   | 100,0    | 116       | 71              | 45              | 456                   |         | 50         | 225        | 101        |
| 1980                   | 53.600   | 54.000   | 99,3     | 106       | 60              | 46              | 505                   |         | 51         | 191        | 102        |
| diocesi d'Orvieto-Todi |          |          |          |           |                 |                 |                       |         |            |            |            |
| 1990                   | 93.000   | 93.300   | 99,7     | 140       | 95              | 45              | 664                   | 3       | 50         | 302        | 94         |
| 1999                   | 89.650   | 90.600   | 99,0     | 139       | 95              | 44              | 644                   | 11      | 56         | 210        | 94         |
| 2000                   | 89.650   | 90.800   | 98,7     | 133       | 94              | 39              | 674                   | 11      | 48         | 214        | 94         |
| 2001                   | 89.650   | 90.800   | 98,7     | 132       | 96              | 36              | 679                   | 12      | 43         | 236        | 94         |
| 2002                   | 89.500   | 90.800   | 98,6     | 137       | 101             | 36              | 653                   | 12      | 43         | 236        | 114        |
| 2003                   | 89.500   | 90.800   | 98,6     | 132       | 98              | 34              | 678                   | 12      | 41         | 236        | 95         |
| 2004                   | 89.500   | 90.800   | 98,6     | 135       | 101             | 34              | 662                   | 18      | 37         | 236        | 95         |

### Per la seu d'Orvieto
- Francesco Lanzoni, Le diocesi d'Italia dalle origini al principio del secolo VII (an. 604), vol. I, Faenza 1927, pp. 544–545
- Giuseppe Cappelletti, Le Chiese d'Italia dalla loro origine sino ai nostri giorni, Venècia 1846, vol. V, pp. 459–536
- Pius Bonifacius Gams, Series episcoporum Ecclesiae Catholicae, Leipzig 1931, pp. 711–712 (llatí)
- Konrad Eubel, Hierarchia Catholica Medii Aevi, vol. 1 Arxivat 2019-07-09 a Wayback Machine., pp. 508–509; vol. 2 Arxivat 2018-10-04 a Wayback Machine., p. 260; vol. 3 Arxivat 2019-03-21 a Wayback Machine., p. 323; vol. 4 Arxivat 2018-10-04 a Wayback Machine., p. 353; vol. 5, p. 398; vol. 6, p. 426 (llatí)

### Per la seu de Todi
- Francesco Lanzoni, Le diocesi d'Italia dalle origini al principio del secolo VII (an. 604), vol. I, Faenza 1927, pp. 419–427
- Giuseppe Cappelletti, Le Chiese d'Italia dalla loro origine sino ai nostri giorni, Venècia 1846, vol. V, pp. 213–244
- Pius Bonifacius Gams, Series episcoporum Ecclesiae Catholicae, Leipzig 1931, pp. 734–735 (llatí)
- Konrad Eubel, Hierarchia Catholica Medii Aevi, vol. 1 Arxivat 2019-07-09 a Wayback Machine., pp. 501–502; vol. 2 Arxivat 2018-10-04 a Wayback Machine., p. 258; vol. 3 Arxivat 2019-03-21 a Wayback Machine., p. 321; vol. 4 Arxivat 2018-10-04 a Wayback Machine., p. 349; vol. 5, p. 394; vol. 6, p. 421 (llatí)